# K (lớp tàu tuần dương)
Lớp tàu tuần dương K là một lớp tàu tuần dương hạng nhẹ của Hải quân Đức được chế tạo trong giai đoạn giữa hai cuộc thế chiến. Lớp này bao gồm ba chiếc, được đặt tên theo những thành phố của Đức có tên bắt đầu bằng ký tự "K": Königsberg, Karlsruhe và Köln; đôi khi lớp này còn được gọi là lớp Königsberg theo cách đặt tên lớp tàu thông thường theo tên của chiếc được hoàn thành trước tiên. Tất cả đều đã tham gia Chiến tranh Thế giới thứ hai và bị mất trong cuộc xung đột này.

## Thiết kế
Lớp K được thiết kế trong những năm 1920, tuân thủ theo giới hạn 6.000 tấn dành cho tàu tuần dương Đức của Hiệp ước Versailles.

### Lườn tàu
Để giữ tải trọng trong giới hạn cho phép, 85% kết nối của con tàu được hàn thay vì dùng đinh tán. Điều này đã dẫn đến những vấn đề, do mối hàn không thể chịu đựng nổi áp lực do những chuyến đi biển kéo dài. Karlsruhe từng phải ngừng một chuyến đi để sửa chữa cấu trúc lườn tàu tại San Diego. Ngoài ra, các con tàu còn mắc phải những vấn đề về độ ổn định nghiêm trọng, khiến cho chúng chỉ được sử dụng giới hạn trong những vùng biển nhà Bắc Hải và biển Baltic trong Thế Chiến II, và loại trừ việc sử dụng chúng trong vai trò cướp tàu buôn.

### Động lực
Các con tàu có đến hai loại động cơ khác nhau. Động cơ turbine hơi nước hộp số được sử dụng cho tốc độ cao, trong khi động cơ diesel dành cho việc đi đường trường tiết kiệm nhiên liệu. Hai hệ thống này không thể sử dụng đồng thời.

### Vũ khí

Sơ đồ tháp pháo 15 cm ba nòng

Dàn pháo chính được bố trí trên ba tháp pháo ba nòng, gồm một phía trước và hai phía sau. Cách sắp đặt khác thường như vậy là do lớp K được thiết kế như những tàu tuần dương tuần tiễu với dự định rằng chúng sẽ "đánh và chạy"; vì thế hai phần ba của hỏa lực sẽ hướng ra phía sau nhắm vào các tàu đang đuổi theo. Nhằm tăng cường thêm hỏa lực bắn ra phía trước, những tháp pháo phía sau không được bố trí ngay trên trục dọc của con tàu. Tháp pháo tận cùng phía sau được đặt lệch sang mạn phải, trong khi tháp pháo giữa được đặt lệch sang mạn trái; điều này cho phép tháp pháo giữa có thêm góc xoay hướng về mục tiêu phía trước bên mạn trái, và tháp pháo sau cùng đối với mục tiêu phía trước bên mạn phải. Việc bố trí lệch trục như vậy cũng giúp vào sự phân bố các phòng động cơ.
Lớp K được tiếp nối bởi lớp Leipzig bao gồm hai chiếc Leipzig và Nürnberg, được cải tiến với đặc điểm nổi bật nhất là chỉ có một ống khói gộp thay vì hai, và cả hai tháp pháo phía sau đều cùng nằm trên trục dọc của con tàu. Chúng cũng khác biệt phần nào trong cách bố trí động cơ, nhưng vẫn giữ lại khái niệm hai kiểu động lực. Những con tàu này cũng mắc phải cùng loại khiếm khuyết về cấu trúc và độ ổn định như của lớp K, nên cũng chỉ được sử dụng giới hạn trong những vùng biển nhà Bắc Hải và biển Baltic trong Thế Chiến II vì những lý do này.

## Lịch sử hoạt động
Königsberg và Karlsruhe bị mất trong Chiến dịch Weserübung, cuộc tấn công chiếm đóng Na Uy vào giai đoạn đầu của Chiến tranh Thế giới thứ hai; Karlsruhe bị trúng ngư lôi ngoài khơi Kristiansand còn Königsberg bị trúng bom tại Bergen, Norway. Köln được sử dụng như một tàu huấn luyện trong hầu hết thời gian của chiến tranh, trước khi bị trúng bom và chìm tại vùng nước nông trong cảng Wilhelmshaven vào tháng 3 năm 1945. Tuy nhiên, tháp pháo còn nổi trên mặt nước của nó đã tiếp tục nổ súng vào lực lượng Đồng Minh đang tấn công.

## Những chiếc trong lớp
| Tàu        | Đặt lườn            | Hạ thủy             | Hoạt động           | Số phận                                                                      |
| Königsberg | 12 tháng 4 năm 1926 | 26 tháng 3 năm 1927 | 17 tháng 4 năm 1929 | Bị máy bay Hải quân Anh đánh chìm tại Bergen, Na Uy, 10 tháng 4 năm 1940     |
| Karlsruhe  | 27 tháng 7 năm 1926 | 20 tháng 8 năm 1927 | 6 tháng 11 năm 1929 | Bị tàu ngầm Anh Truant đánh chìm ngoài khơi Kristiansand, 9 tháng 4 năm 1940 |
| Köln       |                     | 23 tháng 5 năm 1928 | tháng 1 năm 1930    | Bị máy bay Anh đánh chìm tại Wilhelmshaven, 3 tháng 3 năm 1945               |